# Metropolregion Houston

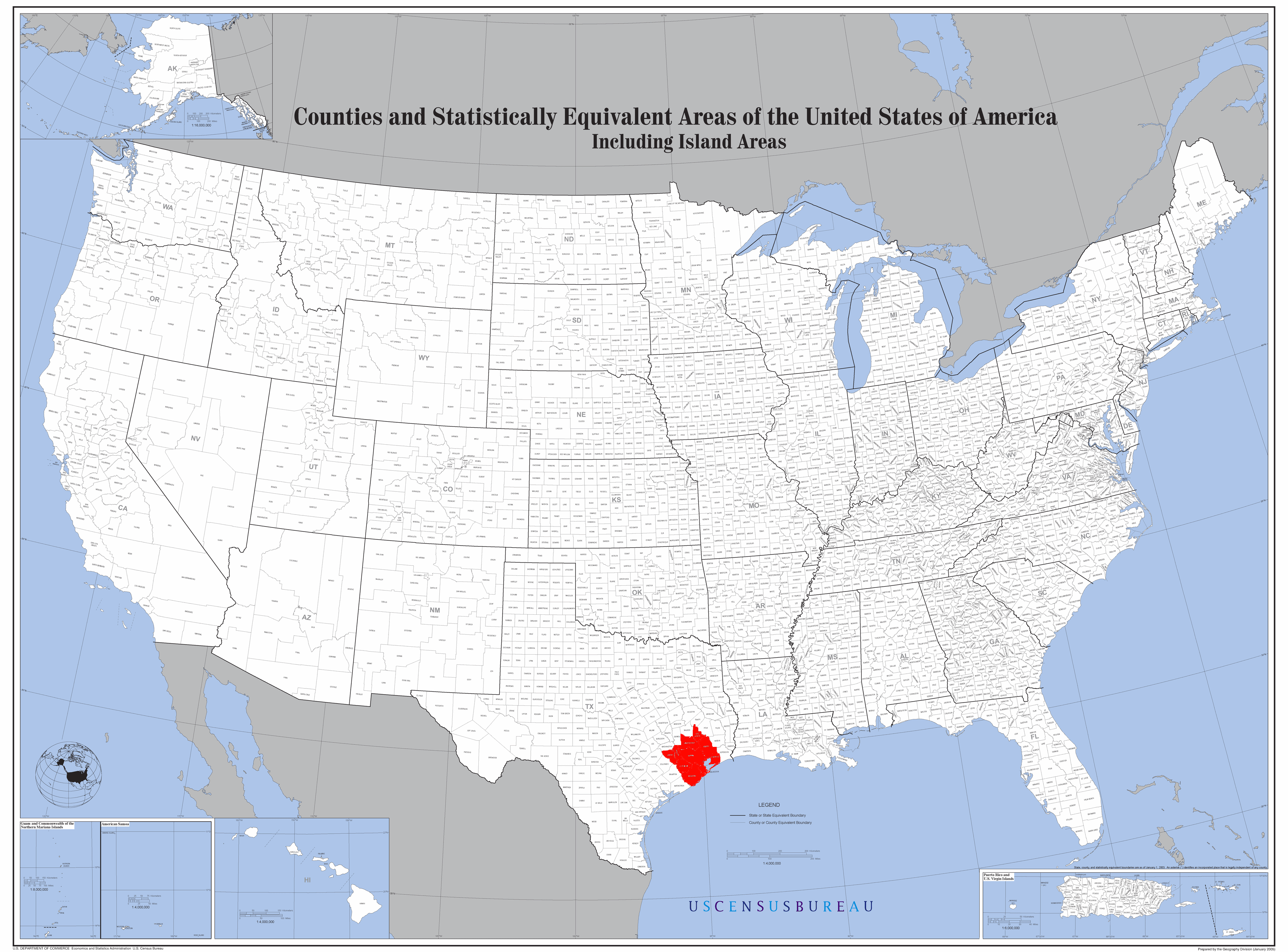
Metropolregion Houston

Die Metropolregion Houston (engl.: Greater Houston) ist die fünftgrößte Metropolregion der Vereinigten Staaten. Sie umfasst zehn Countys (Stand: 2023) entlang der Golfküstenebene im Südosten von Texas. Mit einer Bevölkerung von 7.122.240 Menschen (Stand: 2020) ist der Großraum Houston nach dem Dallas-Fort Worth-Metroplex die zweitgrößte Metropolregion in Texas. Die etwa 10.000 Quadratmeilen (26.000 km²) große Region ist um das Harris County zentriert, dem drittbevölkerungsreichsten County der USA, in dem sich die Stadt Houston befindet. Sie bildet das größte wirtschaftliche und kulturelle Zentrum des Südens von Texas mit einer Bevölkerung von 2,3 Millionen Einwohnern. Die Metropolregion wird vom Office of Management and Budget zu statistischen Zwecken als Houston–Pasadena–The Woodlands, TX Metropolitan Statistical Area geführt.
Die Region verfügt über eine hohe Bevölkerungsdynamik und zählt zu den am schnellsten wachsenden Ballungsräumen der USA. Mit dem Hafen von Houston verfügt sie über den zweitgrößten Seehafen der USA und mit dem George Bush Intercontinental Airport über einen der größten Flughäfen weltweit.
Mitsamt den Metropolräumen von Austin, San Antonio und Dallas bildet die Region das sogenannte Texanische Dreieck, in dem ein großer Teil der Bevölkerung des Bundesstaates lebt.

## Zusammensetzung

### Counties

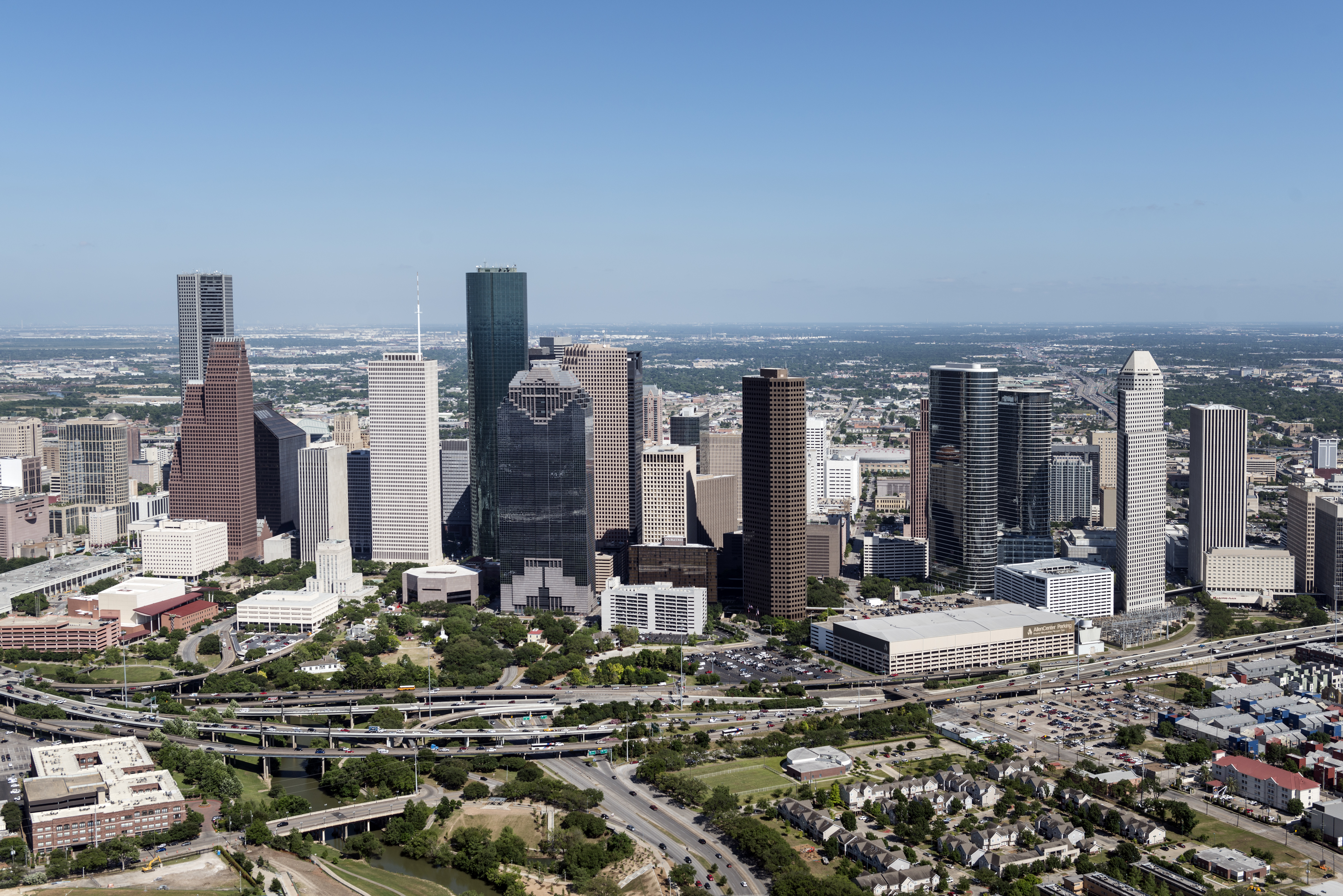
Houston

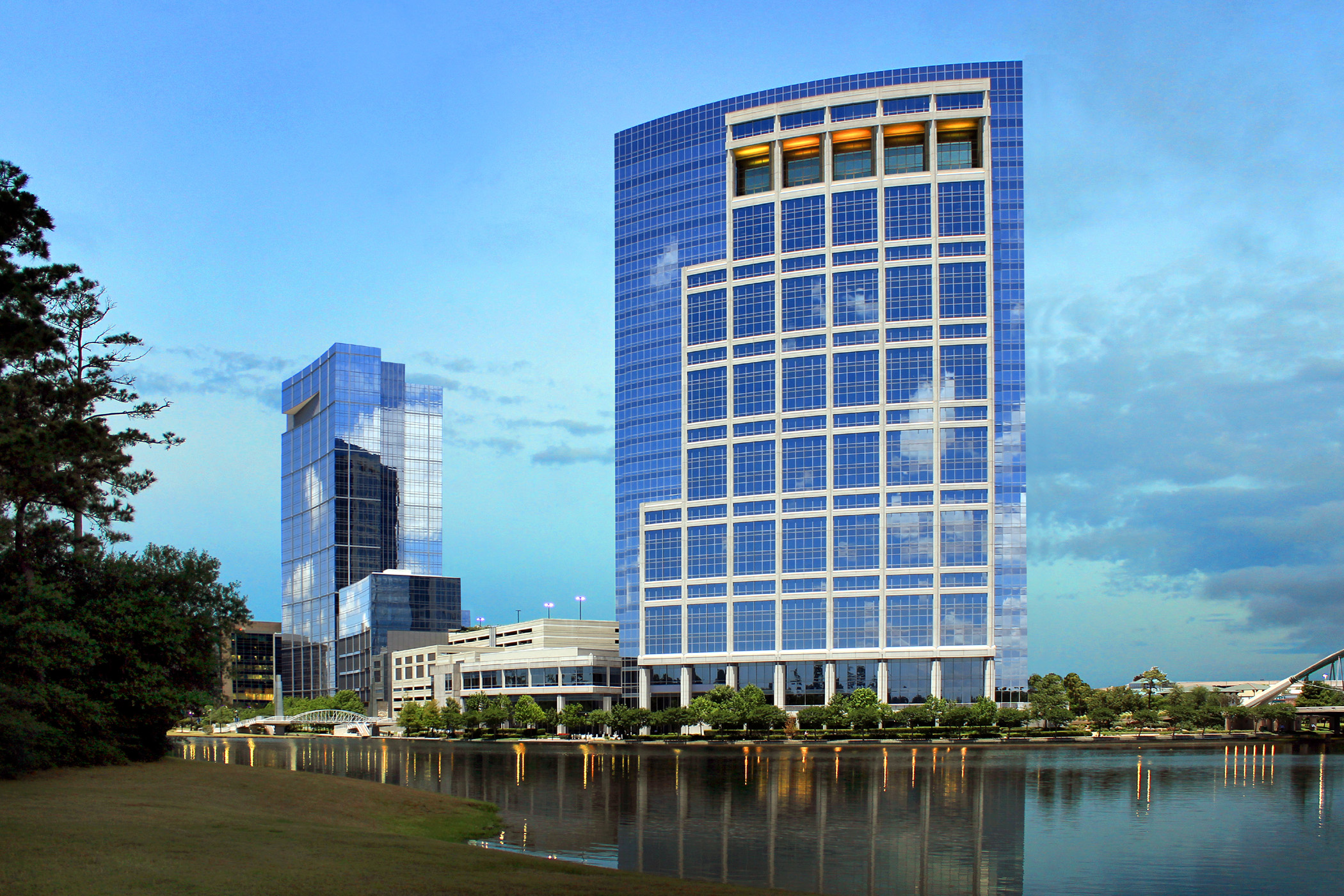
The Woodlands

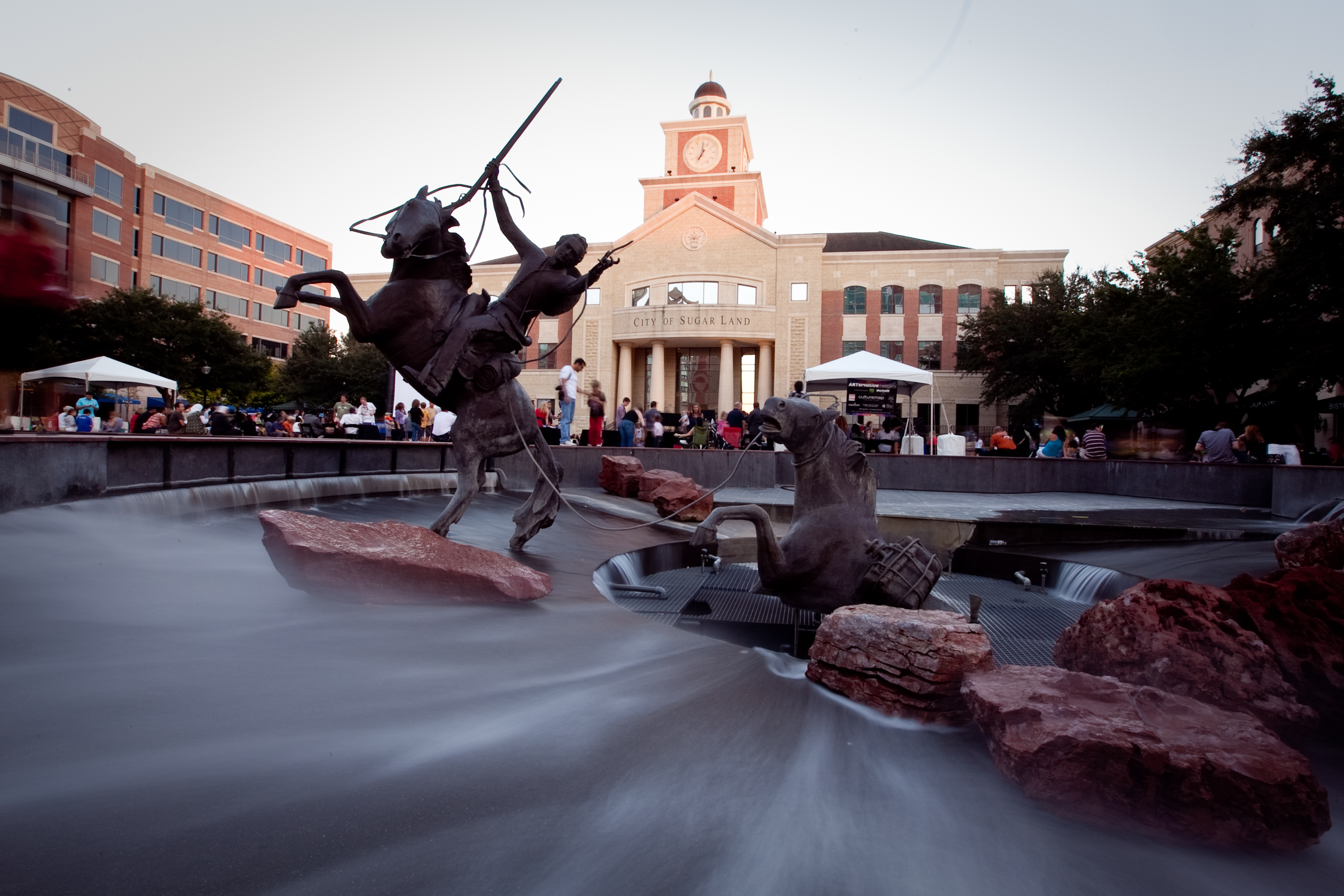
Sugar Land

Die Metropolregion besteht aus folgenden Countys:
- Austin County
- Brazoria County
- Chambers County
- Fort Bend County
- Galveston County
- Harris County
- Liberty County
- Montgomery County
- San Jacinto County (seit Juli 2023)
- Waller County

### Siedlungen
Bedeutende Städte und Siedlungen innerhalb der Metropolregion:
- Baytown
- Conroe
- Deer Park
- Friendswood
- Galveston
- Houston
- Lake Jackson
- La Porte
- League City
- Missouri City
- Pasadena
- Pearland
- Rosenberg
- Sugar Land
- Texas City
- The Woodlands

## Bevölkerung
| Jahr | Einwohner |
| ---- | --------- |
| 1950 | 806.701   |
| 1960 | 1.243.158 |
| 1970 | 1.985.031 |
| 1980 | 2.905.353 |
| 1990 | 3.301.937 |
| 2000 | 4.177.646 |
| 2010 | 5.920.416 |
| 2020 | 7.122.240 |

Der Großraum Houston gehörte in der Vergangenheit zu den am schnellsten wachsenden Großstadtregionen in den Vereinigten Staaten. Seit 1950 hat sich die Bevölkerung mehr als versechsfacht, was auf natürliches Wachstum und Zuwanderung aus dem Ausland und Inland zurückzuführen ist. Die Bevölkerung konzentriert sich auf das Harris County mit zwei Dritteln der Bevölkerung. 2018 waren 70,7 % der Bevölkerung Weiße, 18,0 % waren Schwarze, 8,2 % waren Asiaten, 1,0 % waren indigene und 2,0 % gehörten mehreren oder sonstigen Gruppen an. Insgesamt 37,6 % waren, unabhängig von der Ethnie, spanischer oder lateinamerikanischer Abstammung. In der Metropolregion lebt eine hohe Anzahl an Personen mit mexikanischer Abstammung. In der Kernstadt Houston bildet die hispanische Bevölkerung bereits die größte Bevölkerungsgruppe, während die meist sozioökonomisch besser gestellte weiße Bevölkerung in den Vorstädten konzentriert ist. Da die Region weiterhin viele Migranten anlockt, wird bis 2040 mit einer Bevölkerung von über 10 Millionen Einwohnern gerechnet.

## Wirtschaft
Dank hohem Bevölkerungswachstum und einer wirtschaftsfreundlich ausgerichteten Politik weist die Metropolregion eine hohe wirtschaftliche Dynamik auf und zählt zu den am schnellsten wachsenden in den Vereinigten Staaten. Im Jahr 2018 erwirtschaftete die Region ein Bruttoinlandsprodukt von ca. 479 Milliarden US-Dollar, was ca. ein Viertel der Wirtschaftsleistung von ganz Texas war. Die Region ist ein wichtiges Handelszentrum, was den Häfen von Houston und Galveston zu verdanken ist. Es hat den zweithöchsten Handelsexportwert aller Metropolregionen mit über 84 Milliarden Dollar im Jahr 2016, was 42 % der Gesamtexporte von Texas ausmacht. Houston und sein Umland ist traditionell ein Zentrum der Öl und Gas-Industrie, hat seine Wirtschaft aber zunehmend diversifiziert. Der Sektor Bergbau und Rohstoffe, der in diesem Gebiet fast ausschließlich auf die Exploration und Produktion von Öl und Gas ausgerichtet ist, machte 2009 noch 11 % des BIP des Großraums Houston aus – noch 1985 waren es 21 %. Die geringere Rolle von Öl und Gas im GAP von Houston spiegelt das rasche Wachstum anderer Sektoren wider – wie etwa der Bausektor, Einzelhandel, Gesundheitsdienste und Chemie. Mit dem Texas Medical Center verfügt Houston über den größten medizinischen Komplex der Welt und ca. 370.000 Personen sind im Gesundheitswesen beschäftigt. Der Großraum Houston ist auch ein wichtiges Zentrum der biomedizinischen Forschung, der Luft- und Raumfahrt und der Hochtechnologie.
Zu den umsatzstärksten und bekanntesten Unternehmen zählen Phillips 66, Sysco, Anadarko Petroleum, ConocoPhillips, Enterprise Products, Halliburton, Kinder Morgan, Occidental Petroleum, Apache Corporation und Huntsman Corporation. 2019 kamen 22 der Fortune 500 Unternehmen aus der Region.